# Anamanaguchi
Anamanaguchi — американская чиптюн-группа из Нью-Йорка. В состав группы входят четыре участника: ведущие авторы песен и гитаристы Питер Беркман и Ари Варнаар, басист Джеймс ДеВито и барабанщик Люк Силас.
Anamanaguchi сочетает цифровые электронные звуки, как те, что можно услышать в чиптюне и битпопе, с традиционными инструментами группы. Как и другие чиптюн-исполнители, они создавали музыку, используя игровое оборудование с середины до конца 1980-х годов: а именно NES и Game Boy. Anamanaguchi сотрудничала с несколькими музыкальными исполнителями, включая Meesh и Pochi.

## Характеристики
Стиль
Стилистически Anamanaguchi характеризуется как электроника, поп, рок, битпоп, чиптюн, панк-рок, инди-рок, электроник-рок и электропоп.
Источники вдохновения
Беркман заявил, что их музыка не только вдохновлена музыкой из видеоигр, но и что большая её часть вдохновлена «простыми поп-вещами, такими как Weezer и The Beach Boys», а также Джанет Джексон, Ясутака Наката, Кодзи Кондо, Эллиотт Смит и DragonForce.
Беркман заявил, что его три главных источника вдохновения в порядке убывания: «Тим и Эрик и эта абсурдная комедия, японская музыка и видеоигры». «В конечном счете, интерес Беркмана к японской поп-культуре лежит в основе его интереса к видеоиграм».

## Дискография
Смотри статью «Дискография Anamanaguchi» в англ. разделе.
- Dawn Metropolis (2009)
- Endless Fantasy (2013)
- [USA] (2019)